# Apanteles halfordi
Apanteles halfordi är en stekelart som beskrevs av Ullyett 1946. Apanteles halfordi ingår i släktet Apanteles och familjen bracksteklar. Inga underarter finns listade i Catalogue of Life.